# Arrogate
Arrogate, född 11 april 2013, död 2 juni 2020, var ett engelskt fullblod som segrade i Travers Stakes (2016) på rekordtid i sitt första stakeslöp. Han segrade sedan i Breeders' Cup Classic och utsågs till American Champion Three-Year-Old Male Horse (2016) och IFHA World's Best Racehorse (2016, 2017). 
Som fyraåring segrade han i Pegasus World Cup (2017) på nytt banrekord följt av en vinst i Dubai World Cup (2017). Då han återvände till USA blev han besegrad i tre löp i rad, vilket gjorde att han fick avsluta tävlingskarriären. Han är trots sina 11 starter det mest vinstrika fullblodet genom tiderna i Nordamerika.

## Karriär
Arrogate var en gråskimmelhingst efter Unbridled's Song och under Bubbler (efter Distorted Humor). Han föddes upp av Clearsky Farms och ägdes av Juddmonte Farms. Han tränades under tävlingskarriären av Bob Baffert.
Arrogate tävlade mellan 2016 och 2017 och sprang under sin tävlingskarriär in 17 422 600 dollar på 11 starter, varav 7 segrar, 1 andraplats och 1 tredjeplats. Han tog karriärens största segrar i Travers Stakes (2016), Breeders' Cup Classic (2016), Pegasus World Cup (2017) och Dubai World Cup (2017).

### Som avelshingst
Arrogate avslutade sin tävlingskarriär efter 2017 års upplaga av Breeders' Cup Classic, för att istället vara verksam som avelshingst på Juddmonte Farm. Hans avelsavgift för 2018 var 75 000 dollar.
I slutet av maj 2020 avbröts Arrogates avelsschema, eftersom han verkade lida av ömhet i nacken. Han föll sedan ihop sin box, och kunde inte ställa sig upp. Han skickades för behandling på Hagyard Clinic, och efter fyra dagars tester och misslyckade behandlingar avlivades han den 2 juni.

## Statistik
| #  | Datum           | Löp                         | Grupp     | Bana              | Plac. | Tid     | Jockey          | Ref.   |
| -- | --------------- | --------------------------- | --------- | ----------------- | ----- | ------- | --------------- | ------ |
| 1  | 17 april 2016   | Maiden Special Weight       | Maiden    | Los Alamitos      | 3     | 1:09.14 | Martin Garcia   | [ 11 ] |
| 2  | 5 juni 2016     | Maiden Special Weight       | Maiden    | Santa Anita Park  | 1     | 1:41.80 | Rafael Bejarano | [ 12 ] |
| 3  | 24 juni 2016    | Allowance Optional Claiming | Allowance | Santa Anita Park  | 1     | 1:41.14 | Rafael Bejarano | [ 13 ] |
| 4  | 4 augusti 2016  | Allowance Optional Claiming | Allowance | Del Mar           | 1     | 1:41.76 | Rafael Bejarano | [ 14 ] |
| 5  | 27 augusti 2016 | Travers Stakes              | I         | Saratoga          | 1     | 1:59.36 | Mike Smith      | [ 15 ] |
| 6  | 5 november 2016 | Breeders' Cup Classic       | I         | Santa Anita Park  | 1     | 2:00.11 | Mike Smith      | [ 16 ] |
| 7  | 28 januari 2017 | Pegasus World Cup           | I         | Gulfstream Park   | 1     | 1:46.83 | Mike Smith      | [ 17 ] |
| 8  | 25 mars 2017    | Dubai World Cup             | I         | Meydan Racecourse | 1     | 2:02.15 | Mike Smith      | [ 18 ] |
| 9  | 22 juli 2017    | San Diego Handicap          | II        | Del Mar           | 4     | 1:42.15 | Mike Smith      | [ 19 ] |
| 10 | 19 augusti 2017 | Pacific Classic             | I         | Del Mar           | 2     | 2:00.70 | Mike Smith      | [ 20 ] |
| 11 | 4 november 2017 | Breeders' Cup Classic       | I         | Del Mar           | 5     | 2:01.29 | Mike Smith      | [ 21 ] |

1. ↑  Nytt banrekord
2. ↑  Nytt banrekord